# Ceratocyba
Ceratocyba là một chi nhện trong họ Linyphiidae.